# Abşeron
Abşeron (ook bekend als Apsjeron of Absheron) is een district in Azerbeidzjan.
Abşeron telt 195.100 inwoners (01-01-2012). De oppervlakte bedraagt 1360 km²; de bevolkingsdichtheid is dus 143 inwoners per km².

## Bevolking

#### Bevolkingsontwikkeling
Volgens de Sovjetvolkstelling van 1970 leefden er 38.371 mensen in het district Abşeron. Dit aantal is de afgelopen jaren flink gegroeid en bedraagt officieel 189.794 inwoners in 2009.
| aantal inwoners in Abşeron | n/a | 38.371 | 60.960 | 81.423 | 81.798 | 189.794 |

In 2014 telt het district Abşeron naar schatting inmiddels zo'n 200.200 inwoners.

#### Etniciteit
Volgens de volkstelling van 2009 telt het district Abşeron 189.794 inwoners, waaronder 188.252 etnische Azerbeidzjanen (~99%).

#### Geboren
- Azim Azimzade (1880-1943), tekenaar, illustrator, kunstschilder en decorontwerper

## Sport en spel
- Voetbal: Alinja Arena